# فهد الجهني (لاعب كرة قدم مواليد 1987)
فهد بركة الجهني (مواليد 7 سبتمبر 1987) هو لاعب كرة قدم سعودي يلعب في نادي الترجي.

## مسيرة اللاعب
كانت بداياته مع نادي الأنصار و انتقل إلى نادي الاتفاق و لعب معهم فترة بسيطة وإنتقل بعدها إلى نادي العروبة في عام 2014 و إنتقل إلى نادي الوحدة عام 2017 و انتقل إلى نادي الطائي في عام 2018 و انتقل إلى نادي أبها في عام 2019 و عاد إلى نادي الطائي مطلع عام 2020 و انتقل إلى نادي أحد في صيف 2020 و أعير إلى نادي الخليج مطلع عام 2022 ولعب بعدها مع نادي العلا ونادي الانتصار ونادي الترجي.

## الحياة الشخصية
فهد هو شقيق اللاعب رائد الجهني.

## وصلات خارجية
- فهد بركة الجهني على موقع قاعدة بيانات كرة القدم.إي يو (الإنجليزية)
- فهد بركة الجهني على موقع Soccerway.com (الإنجليزية)